# Horacio Morales (Fußballspieler)
Horacio Oscar Morales, griechisch Οράσιο Μοράλες, (* 27. Juni 1943 in Buenos Aires; † 26. Februar 2021 in Larisa, Griechenland) war ein argentinischer Fußballspieler.

## Karriere
Horacio Morales spielte zunächst für die Bonarenser Vereine Club Atlético Nueva Chicago und CA Vélez Sarsfield.
Nachdem er bereits bei den Qualifikationsspielen dabei war, spielte er bei den Olympischen Sommerspielen 1964 in Tokio an der Seite von Roberto Perfumo, der später mit dem Racing Club den Weltpokal gewinnen sollte, in beiden Partien der Argentinier. Diese schieden nach einem Unentschieden gegen Ghana und einer Niederlage gegen Japan bereits nach der Vorrunde aus.
1969 spielte er für Unión de Santa Fe in Santa Fe, ehe er nach Buenos Aires zurückkehrte und zwei Jahre für den Club Atlético Atlanta antrat.
1972 wechselte er zusammen mit seinen Mannschaftskollegen Daniel Gil und Giorgio Vallejos zum griechischen Verein AE Larisa. Sie waren die ersten Ausländer in der Geschichte des Vereins.
Nach dem Ende seiner Spielerlaufbahn war er bei Larisa AE 1975/76 als Cheftrainer. Als der Verein 1988 unter dem polnischen Trainer Jacek Gmoch seine einzige griechische Meisterschaft gewann diente er diesem als Assistent. Gmoch wanderte nach dem Titelgewinn zu Olympiakos ab und Morales war danach noch einmal kurz Cheftrainer. 2003 saß er erneut für fünf Spiele auf der Bank von AE Larisa.
Morales blieb in Griechenland und verbrachte den Rest seines Lebens in Larisa. Dabei war er über viele Jahre hinweg als Trainer bei örtlichen Vereinen wie Apollon Larisa, Lamia und Niki Volou, wo ihm 1995/96 der Aufstieg von der C- zur B-Liga gelang.